# Warekena
El warekena (Guarequena), també coneguda com baniwa de Maroa, paraiena, orelhudo és una llengua arawak parlada a Maroa (Veneçuela), prop del riu Guainía, al Brasil, als marges dels rius Xoé i Tomo, i a Colòmbia als marges del riu Aque.
Segons Aikhenvald (1999), potser hi ha deu parlants al Brasil i uns 200 a Veneçuela. Kaufman (1994) el va classificar en un grup Nawiki occidental de l'Alt Amazones, mentre que Aikhenvald (1999) al Nawiki oriental.

## Dialectes
Alguns dialectes (o subdialectes) del warekena (Ramirez 2019: 447):
- warekena del riu Xié
- baniwa de Maroa
- baniwa del baix riu Tomo

## Gramàtica
Els pronoms personals a Warekena es formen afegint un sufix emfàtic -ya al prefix personal de referències creuades.
| Persoa    | Català     | Prefixos Nom, Relacionador, S de Verb | Sufixos S d'adjectiu, O de Verb | Personals independents |
| --------- | ---------- | ------------------------------------- | ------------------------------- | ---------------------- |
| 1sg       | jo         | nʊ-                                   | -na                             | nʊ́-ja                  |
| 2sg       | tu         | pi-                                   | -pi                             | pí-ja                  |
| 3msg      | ell        | V́- ~ -V́, i-                           | -V́, -i                          | epálʊ /a-i-palʊ/       |
| 3fsg      | ella       | jʊ-                                   | -jʊ                             | a-jú-pálʊ              |
| 1pl       | nosaltres  | wa-                                   | -wi                             | wá-ja                  |
| 2pl       | vosaltres  | ni-                                   | -ni                             | ní-ja                  |
| 3pl       | ells/elles | ni-                                   | -ni                             | a-ní-pálʊ              |
| persona 0 | -          | pa-                                   | -pa                             | -                      |